# Championnat d'Anguilla féminin de football
Le championnat d'Anguilla féminin de  football est une compétition annuelle de football disputée entre les  clubs anguillais. La première édition a eu lieu en 2004.

## Palmarès
- 2004 : Lil's Super Stars
- 2005 : Shining Stars
- 2006 : Shining Stars
- 2007 : Lil Soldiers
- 2008 : Shining Stars
- 2009 : Super Stars
- 2010 : inconnu
- 2011 : Super Stars
- 2012 : Super Stars
- 2013 : Super Stars
- 2014 : Super Stars
- 2015 : Super Stars
- 2016 : Shining Stars
- 2017 : Super Stars
- 2018 : De Youngsters
- 2019 : Super Stars
- 2020 : Super Stars
- 2021 : Super Stars
- 2022 : Super Stars
- 2023 : Super Stars
- 2024 : Super Stars